# Innesto orticolo
In agricoltura, l'innesto orticolo è uno dei più importanti metodi che hanno la finalità di far superare alla pianta particolari tipi di stress, quali ad esempio quelli ambientali (alte e basse temperature), stress dovuti ad eccessiva salinità dell'acqua di irrigazione, stress dovuti a malattie provocate da patogeni tellurici, oltre a queste ci sono altre condizioni favorevoli ad es. l'aumento della produzione e la resistenza nel tempo della pianta stessa.
Le piante orticole innestate sono principalmente il pomodoro, la melanzana, il peperone, l’anguria, il melone, il cetriolo e lo zucchino
La tecnica dell'innesto consiste nel collegare assieme una pianta che ha un buon apparato radicale, il portinnesto, ed un'altra che produrrà dei frutti, la marza.
L’innesto orticolo per agricoltura professionale è realizzato da vivai specificatamente attrezzati e organizzati e comprende una serie di attività, il ciclo può durare mediamente 2-3 mesi.
•	Semina:
semina delle piante portinnesto e delle marze in contenitori alveolati secondo i tempi programmati per avere le piante pronte ad essere innestate nel giorno programmato. Va ricordato che in alcuni casi le due piante appartengono a specie diverse, ad esempio le angurie sono innestate su vari tipi di zucche.
•	Coltivazione:
Coltivazione delle marze e dei portinnesti utilizzando tecniche agronomiche che rendano compatibili i diametri degli steli.
•	Recisione e post recisione:
Recisione dal contenitore e taglio delle due piante, assemblaggio con inserimento della molletta tutore. La tecnica di innesto più comune, utilizzata dai vivai professionali, è detta “per approssimazione” e prevede un semplice taglio obliquo delle due piante, marza e portinnesto, e l’assemblaggio tramite l’inserimento di una molletta in materiale plastico. Sia il taglio che l’inserimento della molletta possono essere realizzati da macchine innestatrici (robot), prodotti da aziende specializzate. In media si producono a mano circa 100 piante ora, a macchina da 200 in su.
•	Attecchimento:
Attecchimento in strutture specializzate. Trattandosi di piante erbacee, quindi molto acquose rispetto alle arboree, la fase di attecchimento deve avvenire in strutture estremamente specializzate, che mantengano temperature e umidità controllate e costanti, per consentire la cicatrizzazione e il collegamento dei vasi conduttori.
•	Coltivazione
Successivo spostamento delle piante innestate e attecchite in strutture di coltivazione in vivaio, fino al raggiungimento dello stadio di crescita adeguato al trapianto nelle aziende di produzione